# Bogomir Rozman
Bogomir Rozman, slovenski gospodarstvenik, * 10. oktober 1928, Bohinjska Bistrica. 
Rozman je končal srednjo tekstilno šolo v Kranju. Po končanem šolanju se je sprva zaposlil v tovarni čipk in vezenin na Bledu in pozneje v tovarni pletenin v 
Radovljici. Leta 1969 je diplomiral na Višji šoli za organizacijo dela v Kranju (predhodnici sedanje FOV). V letih 1972−76 je bil komercialni direktor v Tekstilindusu v Kranju, v obdobju 1978−89 pa direktor Almire v Radovljici. V letih 1982−86 je bil tudi predsednik skupščine Splošnega združenja tekstilne industrije Slovenije. Rozman je postal leta 1986 častni član Zveze inženirjev in tehnikov Slovenije, 1987 pa je za delo na gospodarskem področju prejel Kraigherjevo nagrado. 